# ルィーンダ (コルベット・2代)
ルィーンダ(ロシア語:Рындаルィーンダ)は、ロシア帝国で建造されたスクリューコルベット(Винтовой корвет)である。のち、一等巡洋艦(Крейсер I ранга)に類別された。艦名は、1698年にクーデターの嫌疑でピョートル1世によって廃止されるまで2世紀に亙ってツァーリを守り軍事的に大きな影響力を保った中世ロシアの親衛兵のことで、先代のコルベットから受け継いだ。その構造上、ロシアで最初の防護巡洋艦(Бронепалубный крейсер)であり、一方で帆を併用する最後のロシア製巡洋艦となった。

## 概要
ルィーンダは、1883年2月16日にサンクトペテルブルクにあったフランコ＝ルースキイ工場のガレールヌイ・オストロヴォーク造船所(ガレー小島造船所)で起工した。正式には、1884年2月16日の起工とされた。1883年12月3日付けで海軍へ登録され、1884年には進水、1886年には竣工し、バルト艦隊へ編入された。
1886年から1889年にかけては、太平洋の航海を実施した。その間、1888年にはシドニーへ赴き、オーストラリアにおけるイギリス植民地の100周年式典に参加した。このときの艦長はフィンランド大公家出身のフョードル・アヴェラーン海軍大佐で、士官には海軍少尉としてアレクサンドル・ミハイロヴィチ大公とマトヴェイ・アプラークシン伯爵、海軍中尉としてミハイル・プチャーチン公とニコライ・トルストイ伯爵が乗艦していた。
1892年から1896年にかけては、大西洋の航海を実施した。1892年2月1日に海軍で新しい類別が採用されると、ヴィーチャシは新たに制定された一等巡洋艦に類別を変更された。
1906年3月24日には練習艦(Учебное судно)に類別を変更された。1917年の二月革命によって臨時政府所属艦となり、「解放者」を意味するオスヴォボジーテリ(Освободительアスヴァバヂーチェリ)に改称された。その後赤軍によって接収されたが、1918年5月には保管状態に入れられた。ロシア内戦の終結後、1922年5月12日付けで除籍され、解体された。